# Малькеевка
 Малькеевка  — деревня в Старошайговском районе Мордовии в составе  Шигоньского сельского поселения.

## География
Находится на расстоянии примерно 22 километра по прямой на восток-северо-восток от районного центра села Старое Шайгово.

## История
Известна с 1869 года как владельческая деревня Инсарского уезда, когда в ней учтено было 43 двора. 

## Население
Постоянное население составляло 47 человек (русские 100%) в 2002 году, 26 в 2010 году .